# نهامود
نهامود یکی از روستاهای ولایت ارغیان است. این قریه امروز به نام محوطه باستانی داشخانه معروف می‌باشد که در ۱ کیلومتری شمال روستای زالی از توابع شهرستان اسفراین واقع شده است.

## تاریخچه روستا
طبق اسناد موجود نام تاریخی این روستا به دوره تیموری بر می‌گردد و آن زمانی است که حافظ ابرو در سال ۸۳۳ ه‍.ق از منطقه ارغیان گذر کرده برای جهان ارغیان ۱۲ قریه ذکر کرده که نهامود یکی از این قرای شمار می‌آمده که عبارتند از:
ولایتجهان و ارغیان
قریه روئین و توابع، قریه اردین، و توابع، قریه دستجرد و توابع، قریه کاریزدر، قریه بکر آباد، قریه نهامود، قریه جهان و توابع، قریه بان وتوابع، قریه اسفنج و توابع، قریه خرق و توابع، قریه کرد، قریه سی و توابع، بیرون از این قری مزارع بسیار دارد.

## رود کال نهاجرد
رود کال نهاجرد این رود در غرب روستای قدیم نهامود واقع گردیده و ساکنین این روستا احتمالاً در زمان آبادانی روستا برای کشت و کار از آن بهره می‌جستند که حوزه این رودخانه ۶۲ کیلومتر مربع و دارای رژیم سیلابی است. جریان عادی این رودخانه۵٪ متر مکعب در ثانیه برآورد گردیده است. این رودخانه نیز از کوه‌های شاه حسن سرچشمه گرفته و پس از عبور از روستای بانی در و زالی در روستای دستجرد به کال ولایت می‌پیوندد نام اصلی این رودخانه درگذشته نهامود بوده که به مرور زمان به نهاجرد تغییر نام داده است و امروزه در روستاهای اطراف به نام کال داشخانه نیز شناخته می‌شود.